# Gerard ter Borch

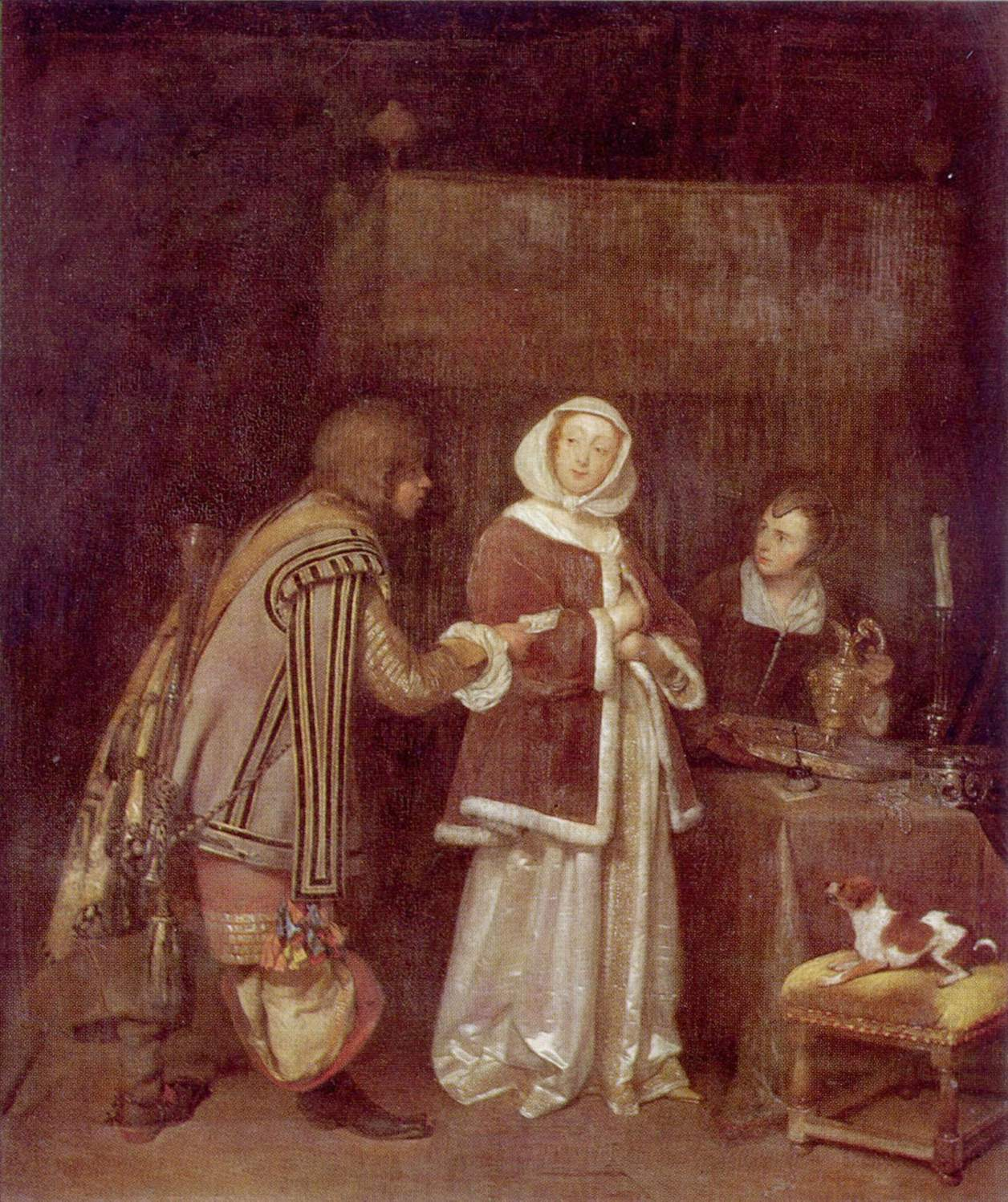
La carta por Gerard ter Borch (h. 1655) óleo sobre tabla, 56 x 46,5 cm, Alte Pinakothek, Múnich.

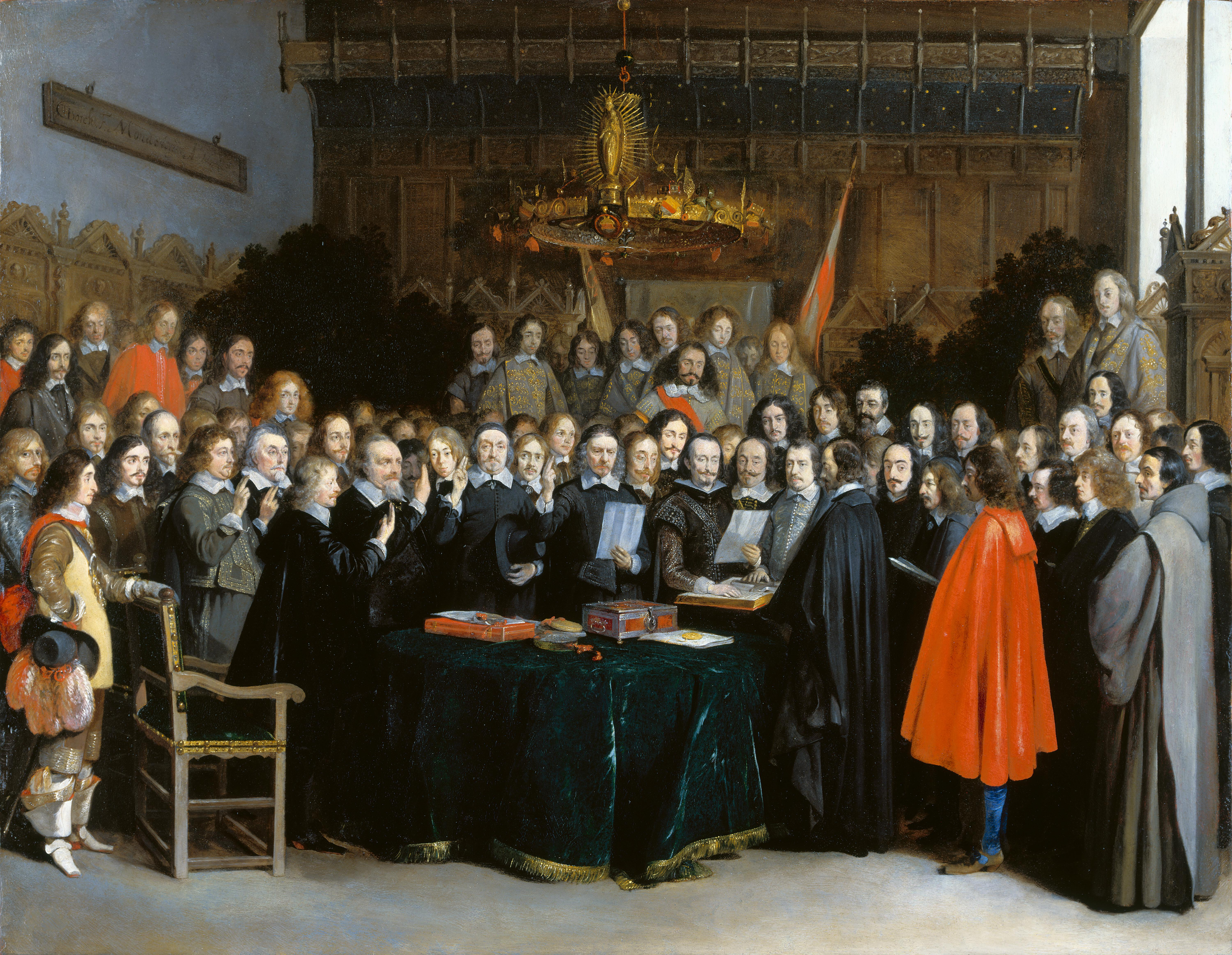
La ratificación del Tratado de Münster en 1648. 1648. The National Gallery de Londres.

Gerard ter Borch (también: Terburg, Terborgh y Terborch) (Zwolle, diciembre de 1617-Deventer, 8 de diciembre de 1681) fue un pintor neerlandés de la época barroca.

## Biografía
Ter Borch nació en la provincia neerlandesa de Overijssel. Recibió una excelente educación por parte de su padre, también artista, y desarrolló su talento muy pronto. La inscripción en un estudio sobre una cabeza prueba que Ter Borch estaba en Ámsterdam en 1632, donde estudió posiblemente con C. Duyster o P. Codde. La influencia de Duyster puede reconocerse en un cuadro que lleva la fecha de 1638, en el Museo Victoria y Alberto. En 1634 estudió con Pieter de Molijn en Haarlem. De este periodo de Haarlem es la Consulta (1635) en la galería de Berlín.
En 1635 estaba en Londres, y posteriormente viajó por Alemania, Francia, España e Italia. Es seguro que estaba en Roma en 1641, cuando pintó pequeños retratos sobre cobre de Jan Six y Una joven dama (Colección Six, Ámsterdam).
En 1648 estaba en Münster durante el encuentro del congreso que ratificó el Tratado de Münster entre los españoles y los holandeses, y ejecutó una célebre pequeña pintura, pintada sobre cobre, de los plenipotenciarios unidos, una obra que, junto con la Lección de guitarra y un retrato de un Hombre en pie, representa a este maestro en The National Gallery de Londres. El cuadro fue comprado por el marqués de Hertford en la subasta de la colección de Demídov por 1.280 libras, y presentada a la National Gallery de Londres por sir Richard Wallace, a petición de su secretario, sir John Murray Scott.
En esta época, Ter Borch fue invitado a visitar Madrid, donde recibió empleo y el honor de ser nombrado caballero por parte de Felipe IV, pero, debido a una intriga, se dice, se vio obligado a regresar a los Países Bajos. Parece haber residido durante algún tiempo en Haarlem; pero finalmente se estableció en Deventer, donde se convirtió en miembro del consejo municipal, tal como aparece en el retrato que actualmente está en la galería de La Haya. Murió en Deventer en 1681.

## Obra

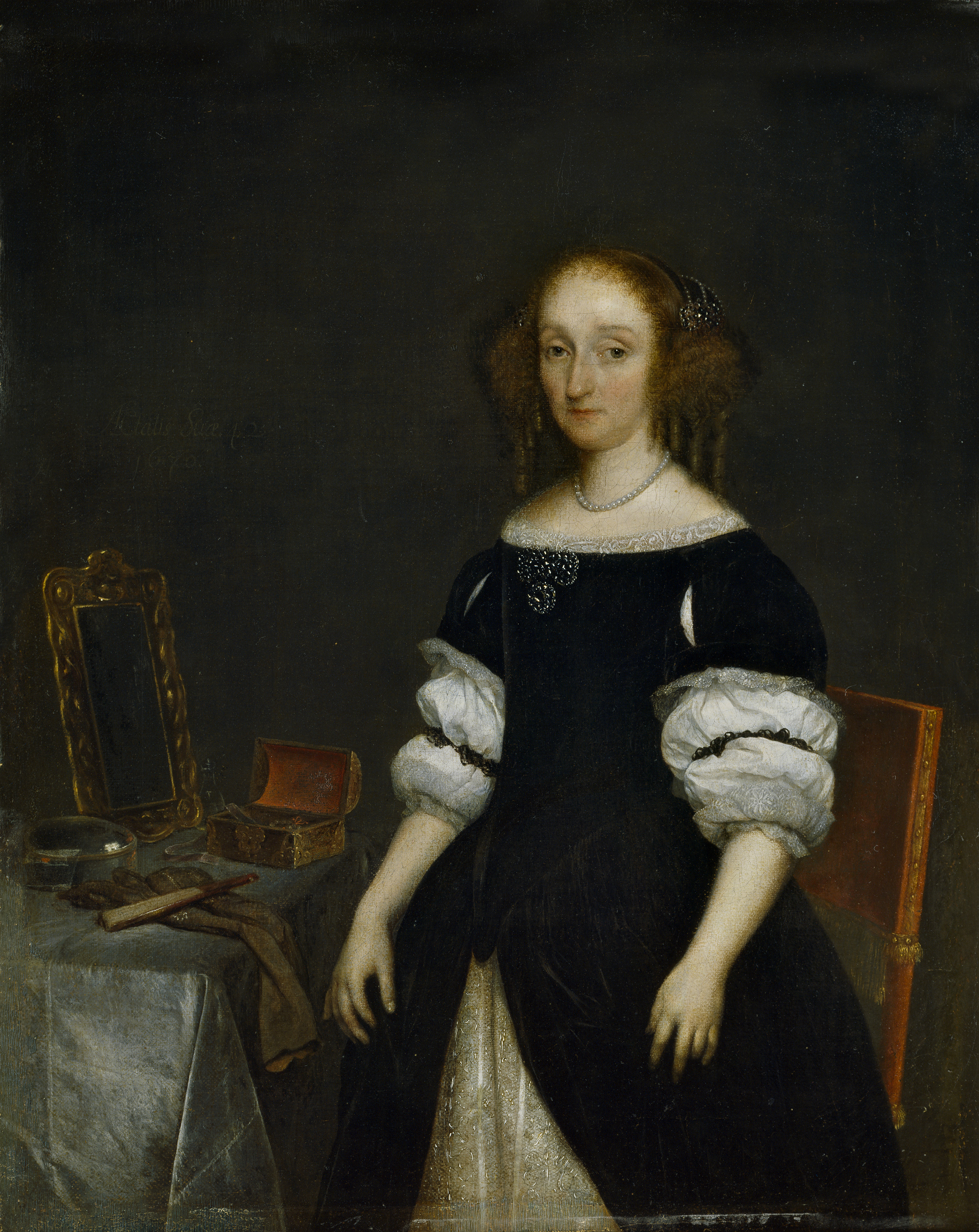
Petronella de Waert, 1670, óleo sobre lienzo, 40 x 32 cm, Museo del Prado, Madrid.

Ter Borch es un excelente retratista, pero aún es mejor como pintor de género. Representa con admirable verdad la vida de las clases acomodadas y cultivadas de su época, y su obra está libre de cualquier toque de la grosería que muchas veces se encuentra en el arte holandés. Sus figuras están bien dibujadas y resultan expresivas en sus actitudes; su cromatismo es rico y claro, pero su mejor habilidad radica en su inigualada representación de las telas, lo que se ve con gran facilidad en cuadros como La carta y en La admonición paterna (también conocida como el vestido de satén) grabado por Wille, que existe en varias repeticiones en Berlín y Ámsterdam, y en la galería Bridgewater. Las obras de Ter Borch son comparativamente escasas; solo hay unas ochenta catalogadas. Seis de ellas están en el Hermitage, otras seis en los museos de Berlín, cinco en el Louvre, cuatro en Dresde, y dos en la colección Wallace. En España, hay tres retratos en el Museo Thyssen-Bornemisza y uno en el Prado.

## Para saber más
- Gerard Terburg (Ter Borch) et sa famille, por Emile Michel (París, 1887).
- Der knellerische Entwickelungsgang des C. Ter Borch, por Dr. W. Bode.
- Maîtres d'autre fois, por Eugène Fromentin (4.ª ed. París, 1882).